# Dalmatien
Dalmatien (kroatisch Dalmacija, serbisch-kyrillisch Далмација, italienisch Dalmazia) ist eine geographische und historische Region an der Ostküste der Adria, im Süden und Südosten Kroatiens und im südwestlichsten Montenegro. Die historische Region hat seit Anfang des 20. Jahrhunderts keinen offiziellen Status mehr. Sie erstreckt sich von der Insel Pag im Norden bis über die Bucht von Kotor im Süden. Das südliche Dalmatien grenzt im Nordosten großteils an Bosnien und Herzegowina. Die wichtigsten Städte sind Split, Zadar, Šibenik und Dubrovnik.
Die Bezeichnung Dalmatien besteht seit dem 1. Jahrhundert und geht auf den Namen der Delmaten (Dalmaten), eines Stammes der Illyrer, zurück. Die räumliche Ausdehnung Dalmatiens hat sich im Lauf der Zeit wesentlich verändert: Die historische Region Dalmatia erstreckte sich zeitweilig auch auf Teile der heutigen Staaten Bosnien und Herzegowina, Montenegro, Albanien, Serbien und Kosovo. Die Bezeichnung Dalmatien hielt sich bis heute nur in Kroatien und einem kleinen Teil Montenegros.

## Relief und Klima
Die dalmatinische Landschaft ist eine zerklüftete und verkarstete Küstenlandschaft.
Wichtigstes Merkmal der Region sind die etwa 942 Inseln, Holmen, Klippen und Felsen. 78 % aller kroatischen Inseln liegen in dieser Region. Die Gesamtfläche der Inseln beträgt 2070 km², was etwa 4 % der Fläche Kroatiens entspricht. Der Ursprung der Inseln liegt im dinarischen Festland, die Inseln sind die über den Meeresspiegel herausragenden Teile dieser bergigen Landschaft. Die Inseln im Norden des Landes sind zahlreicher, aber auch kleiner. Ihre Form ist länglich und verläuft parallel zur Küste. Dazu gehören Pag, Ugljan, Pašman, Dugi otok, Kornati und Žirje.
Die offene Küste auf Höhe des Kap Planka (Rt Ploča) ist die unsichtbare Grenze zwischen Nord- und Mitteldalmatien. Die mitteldalmatinischen Inseln Hvar, Brač, Šolta, Korčula, Vis, Lastovo und Čiovo sind größer und haben eine östlich-westliche Ausrichtung im Gegensatz zu den Inseln im Norden, die nordwestlich-südöstlich ausgerichtet sind. Nordwestlich von Vis befinden sich Jabuka und Brusnik – diese Inseln sind vulkanischen Ursprungs.
Die südlichsten Inseln Dalmatiens sind Mljet und Elafitische Inseln sowie auch die Halbinsel Pelješac.
Die meisten Inseln (vor allem die Erhebungen) bestehen aus Kreidegestein, während die Täler und Einsenkungen aus weniger durchlässigem Dolomitstein bestehen. Es gibt auf manchen Inseln in den Niederungen Moore. Durch die Korrasion entstanden an den Rändern der Niederungen die Kiesstrände.
Die Küste ist etwa 1200 km lang. Der südliche Teil der Velebit-Küste ist sehr steil und unzugänglich, die Verbindung zum Hinterland nur spärlich ausgebaut. Die Küstenregion um Zadar, Biograd und Trogir ist sehr fruchtbar. Die letztere liegt am Neretva-Delta, eine aus Flysch bestehende Landschaft.
Südlich von Dubrovnik ist die Küste offen und somit am meisten von der Korrasion betroffen.
Das Mittelmeerklima zeichnet sich durch milde, feuchte Winter und sonnige, trockene Sommer aus. Der Niederschlag ist an der Küste Dalmatiens mit etwa 3000 mm im Süden und 1800 mm im Norden wesentlich höher als im Landesinneren. Die Durchschnittstemperaturen betragen im Juli 24,8 °C und im Januar 5,1 °C. Für die Region ist der Scirocco typisch, ein heißer Wind aus südlicher bis südöstlicher Richtung. Der gelegentlich auftretende kalte Fallwind Bora kann eine Geschwindigkeit bis 250 km/h erreichen und zählt zu den stärksten Winden der Welt.

## Bevölkerung

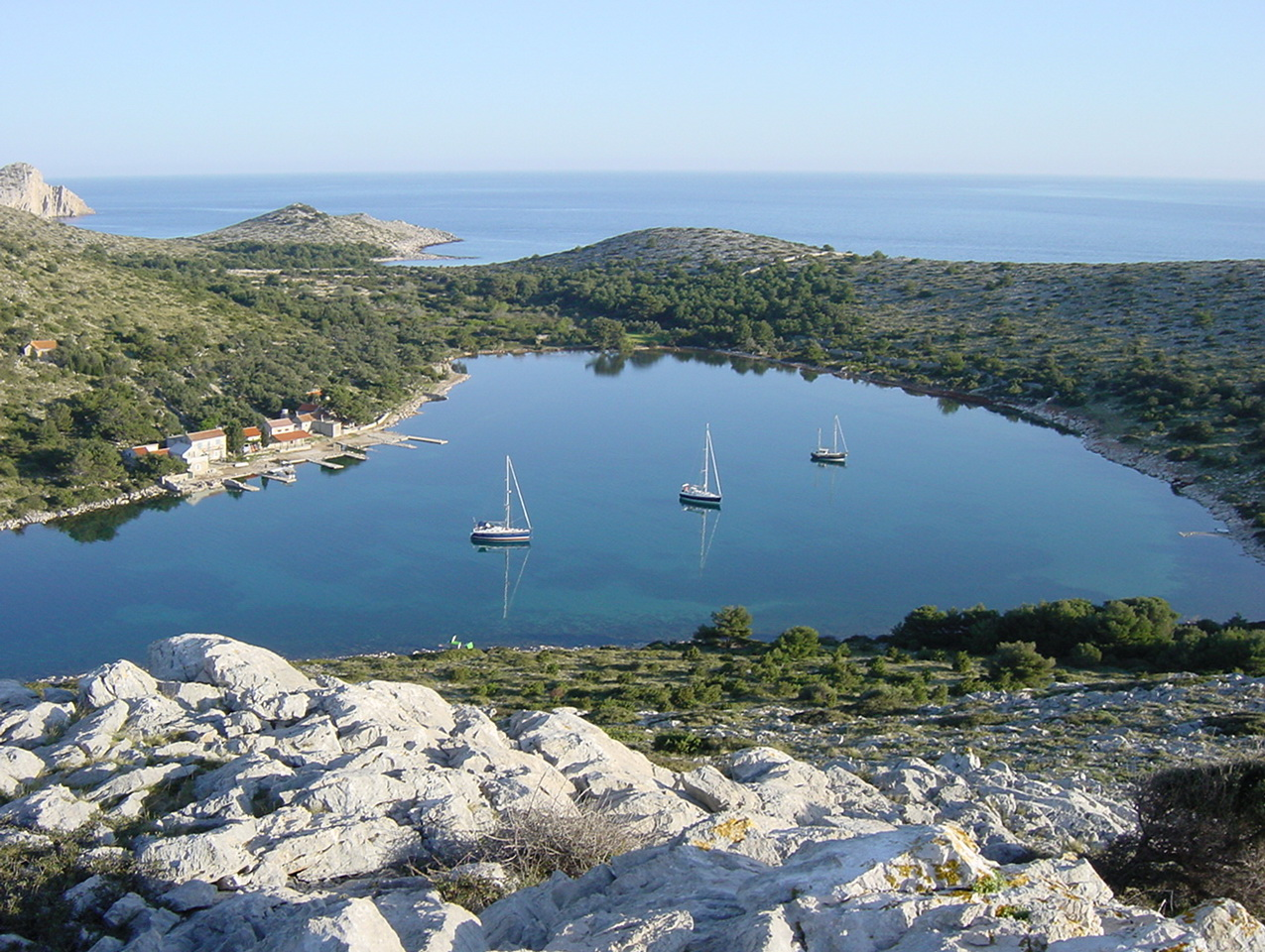
Die Insel Lavsa im Nationalpark Kornaten

Die Bevölkerung Dalmatiens konzentriert sich entlang der Küste, wo auch fast alle größeren Städte liegen. Das Landesinnere ist hingegen nur dünn besiedelt.
Aufgrund seiner wirtschaftlichen Rückständigkeit war Dalmatien lange Zeit ein Auswanderungsland. Ein großer Teil der kroatischen Diaspora stammt von hier.
Ende des 19. Jahrhunderts und Anfang des 20. Jahrhunderts lagen die bevorzugten Ziele der Auswanderer in Übersee: Nordamerika, Südamerika (vor allem Chile und Argentinien), Australien und Neuseeland.
In der zweiten Hälfte des 20. Jahrhunderts hingegen gingen viele Bewohner Dalmatiens als Gastarbeiter nach Deutschland, Österreich und in die Schweiz.

### Ethnien
Die Bevölkerung Dalmatiens besteht zur großen Mehrheit aus ethnischen Kroaten.
| Gespanschaft                                                     | Einwohnerzahl (Volkszählung 2011) | davon Kroaten     | sonstige Volksgruppen                                                                            |
| ---------------------------------------------------------------- | --------------------------------- | ----------------- | ------------------------------------------------------------------------------------------------ |
| Gespanschaft Zadar (Zadarska županija)                           | 170.017                           | 157.389 (92,57 %) | 12.628 (7,34 %): davon 8.184 Serben (4,81 %)                                                     |
| Gespanschaft Šibenik-Knin (Šibensko-kninska županija)            | 109.375                           | 95.582 (87,39 %)  | 13.793 (12,61 %): davon 11.518 Serben (10,53 %)                                                  |
| Gespanschaft Split-Dalmatien (Splitsko-dalmatinska županija)     | 454.798                           | 441.526 (97,08 %) | 13.272‬ (2,92‬%): davon 4.797 Serben (1,05 %), 1.389 Bosniaken (0,31 %) und 1.025 Albaner (0,23 %) |
| Gespanschaft Dubrovnik-Neretva (Dubrovačko-neretvanska županija) | 122.568                           | 115.668 (94,37 %) | 6.900 (5,63 %): davon 2.095 Serben (1,71 %) und 1.978 Bosniaken (1,61 %)                         |

Historisch
Die zahlenmäßig größte Minderheit bilden Krajina-Serben, die vor dem Krieg 1990–1995 in einem Teil des Hinterlandes Norddalmatiens (um die Stadt Knin) die Bevölkerungsmehrheit stellten. Auch in einigen Küstenstädten, vor allem Zadar und Šibenik, lebte bis zum Krieg eine serbische Minderheit. Während der Operation Oluja, mit der dieses Gebiet 1995 in den kroatischen Staat wiedereingegliedert wurde, flüchteten die meisten Serben. Im Laufe der letzten Jahre ist ein Teil von ihnen zurückgekehrt.
In Zadar gab es eine kleine italienische Minderheit. Laut Volkszählung im Jahr 2011 lebten 90 Italiener in der Stadt Zadar. Dies entspricht 0,12 % der Gesamtbevölkerung. Die Mehrzahl der ehemaligen italienischen Einwohner Dalmatiens ist jedoch teilweise schon nach dem Ersten, teilweise nach dem Zweiten Weltkrieg nach Italien übersiedelt bzw. geflüchtet. Der Ort Arbanasi, ehemals ein selbstständiges Dorf, heute ein Stadtteil von Zadar, geht auf Albaner zurück, die zu venezianischer Zeit als Flüchtlinge dort angesiedelt wurden; heute sind ihre Nachkommen jedoch weitgehend assimiliert.
Außerdem gibt es Einwohner, die in der jugoslawischen Zeit zugewandert sind: Bosniaken bzw. slawische Muslime, kosovarische Albaner und Mazedonier.

### Größte Städte
Die größten Städte Dalmatiens (Kroatien) sind (Einwohnerzahlen gemäß der Volkszählung von 2001):
1. Split 211.192[VZ 1]
2. Zadar 72.718
3. Šibenik 51.553
4. Dubrovnik 43.770
5. Kaštela 34.103
6. Sinj 25.373
7. Solin 19.011
8. Omiš 15.472
9. Knin 15.190
10. Metković 15.384
11. Makarska 13.716
12. Trogir 12.995
13. Ploče 10.834
14. Trilj 10.799
15. Imotski 10.213

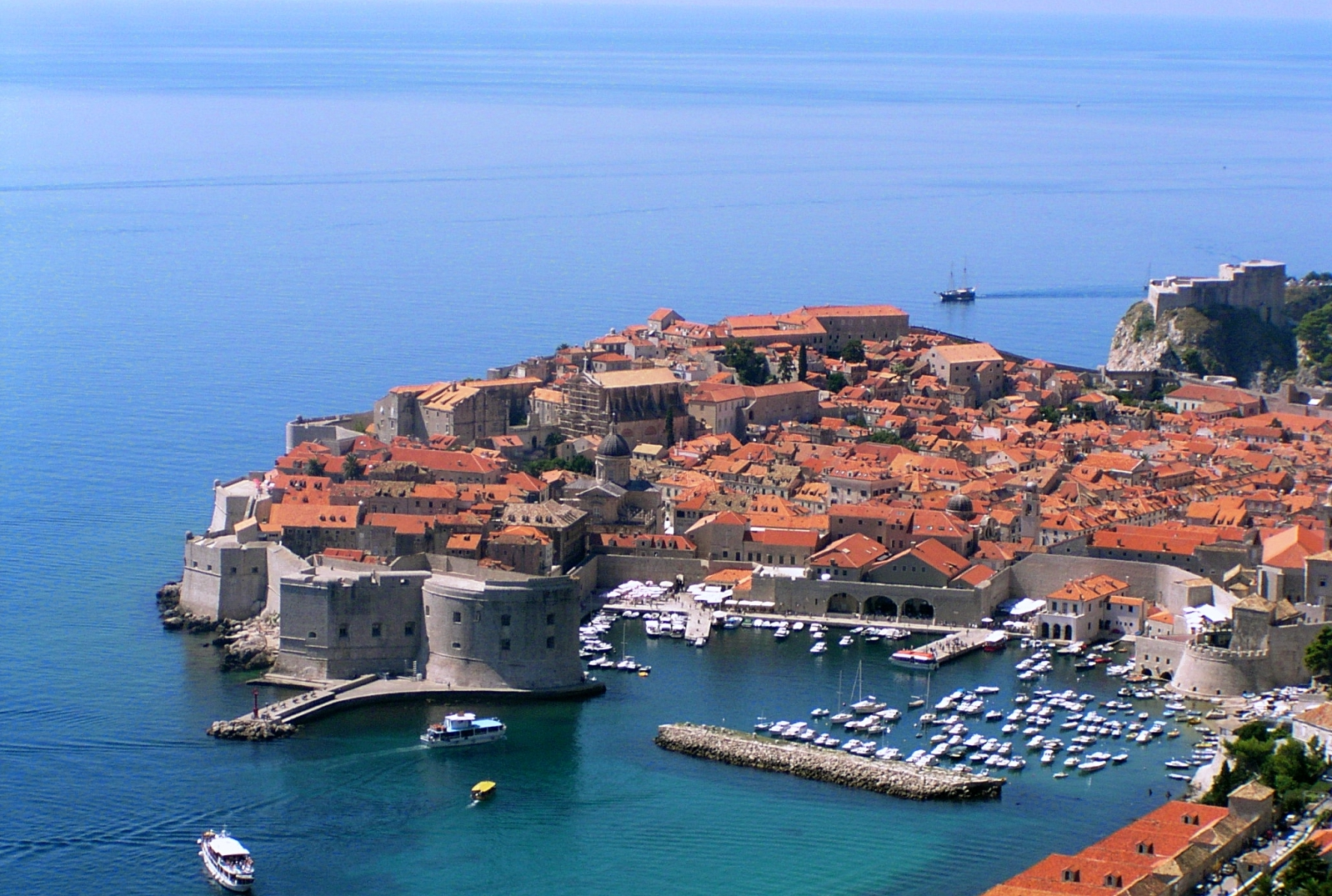
Die Altstadt von Dubrovnik

Im heute montenegrinischen Teil des bis 1918 bestehenden k. u. k. Kronlandes Dalmatien befinden sich die Städte:
1. Kotor 22.947
2. Herceg Novi 12.700

Anmerkung:
1. ↑  Volkszählung von 2011

## Verwaltungsgliederung
Das kroatische Dalmatien ist heute in vier Gespanschaften (kroatisch, plural: županije) gegliedert. Das sind von Norden nach Süden:
| Flagge | Wappen | Kroatische Bezeichnung (Županija) | Deutsche Bezeichnung           | Karte | Fläche (km²) | Einwohnerzahl (Volkszählung 2011) | Verwaltungssitz | geographische Lage |
| ------ | ------ | --------------------------------- | ------------------------------ | ----- | ------------ | --------------------------------- | --------------- | --- |
|        |        | Zadarska županija                 | Gespanschaft Zadar             |       | 3.643        | 170.017                           | Zadar           | umfasst den nördlichsten Teil Dalmatiens um die Stadt Zadar, die vorgelagerten Inseln und das Hinterland von der Adria bis zur Grenze zu Bosnien und Herzegowina |
|        |        | Šibensko-kninska županija         | Gespanschaft Šibenik-Knin      |       | 2.994        | 109.375                           | Šibenik         | um die Städte Šibenik und Knin von der Adria bis zur Grenze zu Bosnien und Herzegowina                                                                           |
|        |        | Splitsko-dalmatinska županija     | Gespanschaft Split-Dalmatien   |       | 4.524        | 454.798                           | Split           | in Mitteldalmatien um die Stadt Split herum, umfasst außerdem die Inseln Brač, Hvar und Vis                                                                      |
|        |        | Dubrovačko-neretvanska županija   | Gespanschaft Dubrovnik-Neretva |       | 1.782        | 122.568                           | Dubrovnik       | der südlichste Teil Dalmatiens um die Stadt Dubrovnik sowie das Gebiet der Neretvamündung, die Halbinsel Pelješac und die Inseln Korčula, Mljet und Lastovo      |

## Geschichte

### Altertum

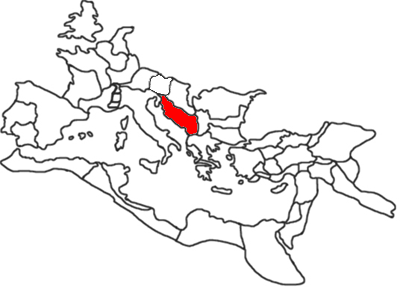
Dalmatien zur Zeit des Römischen Reiches

In der Antike war Dalmatien von illyrischen Stämmen besiedelt. Nördlich der Krka lebten die Liburner, weiter im Süden die Delmaten (Dalmatier), im heutigen Montenegro bis hin nach Lissos, die Labeaten. An der Küste und auf den Inseln gab es seit dem 6. Jahrhundert v. Chr. griechische Kolonien. Hellenische Gründungen waren Epidauros, Melaina Korkyra (beide 6. Jahrhundert v. Chr.), Issa, Pharos, Narona und Rhizon (alle 4. Jahrhundert v. Chr.), vielleicht auch Aspalathos.
Die Delmaten konnten sich zwischen 175 und 170 v. Chr. vom Reich des illyrischen Königs Genthios unabhängig machen. Die Hauptstadt ihres Gemeinwesens war Delminium (heute: Tomislavgrad).
Im Jahre 156 v. Chr. wurden die Delmaten zum ersten Mal von einer römischen Armee angegriffen und unterworfen. Sie wurden tributpflichtig, aber erst unter Augustus (31 v. Chr. – 14 n. Chr.) wurde das Land endgültig ins Imperium eingegliedert, nachdem der illyrische Aufstand, an dem sich die Delmaten beteiligt hatten, von Tiberius im Jahre 9 nach Christus niedergeschlagen worden war.
Unter Kaiser Augustus wurde dann die Provinz Dalmatia eingerichtet.
Nach dem Ende des weströmischen Reiches wurde Dalmatien 481 von Odoaker erobert und fiel nach dessen Tod 493 unter die Herrschaft des ostgotischen Königs Theoderich. Die Gotenherrschaft endete 535, als Justinian I., der selbst aus dem Illyricum stammte, Dalmatien dem oströmischen Reich einverleibte. Anschließend wurde die ohnehin abgelegene und verarmte Provinz von slawischen Plünderungszügen und 569 und 595 von awarischen Einfällen heimgesucht (siehe auch Balkanfeldzüge des Maurikios).

### Frühmittelalter
Die Ansiedlung der Slawen in den römischen Provinzen Illyrien und Dalmatien in der ersten Hälfte des 7. Jahrhunderts war ein Wendepunkt in der Geschichte des Landes und markiert hier das Ende der Spätantike: Während im Landesinneren die Invasoren keine Schwierigkeiten hatten, die Urbevölkerung zu vertreiben oder einzugliedern, trafen sie an der Küste auf mächtige, wehrhafte Städte. Während also die anderen Bereiche durch die Slawen besiedelt wurden, zog die römisch-lateinische Bevölkerung in die Schutz bietenden großen Städte wie Ragusa (das heutige Dubrovnik), Jadera (heute Zadar) oder andere, wo sich auch noch lange romanische Idiome halten konnten, die in der modernen Romanistik als dalmatische Sprache bezeichnet werden.
Die Herrschaft Ostroms über das Thema Dalmatien (535–1102) blieb nach der slawischen Einwanderung – abgesehen von der Oberhoheit über die Küstenstädte – bald nur noch nominell bestehen.

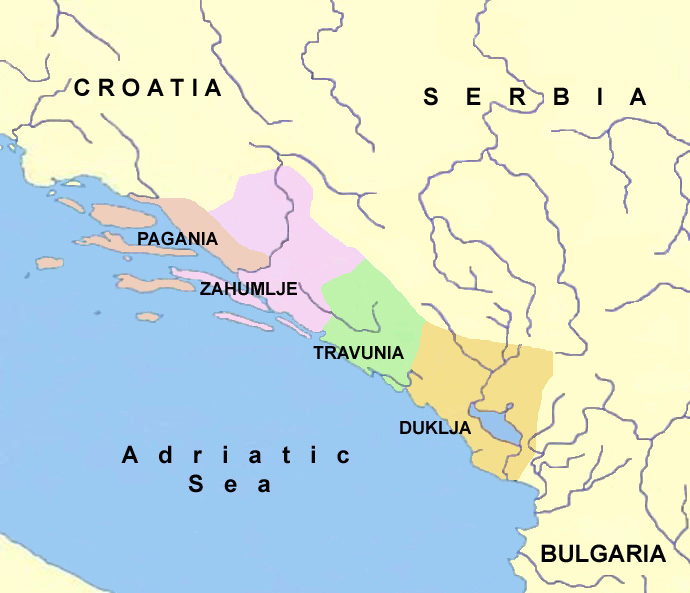
Ungefähre Lage der Herrschaftsgebiete in Dalmatien im 9. Jahrhundert

Im Hinterland der Küste entstanden in den folgenden Jahrhunderten mehrere slawische Staaten: in Nord- und Mitteldalmatien das Kroatische Fürstentum und spätere Königreich, über das es ab ca. 800 gesicherte Nachrichten gibt, im Gebiet der Neretva-Mündung der Staat Paganien der Narentaner (Neretvani) und weiter südlich im Hinterland von Dubrovnik in der heutigen Herzegowina die Fürstentümer Zahumlje und Travunien. Während Kroatien schon früh christianisiert wurde, blieben die Narentaner noch längere Zeit heidnisch. Im administrativen Sinne verstand man unter Dalmatien seitdem nur noch die Küstenstädte und einen Teil der vorgelagerten Inseln, wo die politischen und gesellschaftlichen Strukturen aus römisch-byzantinischer Zeit zum Teil bestehen blieben.

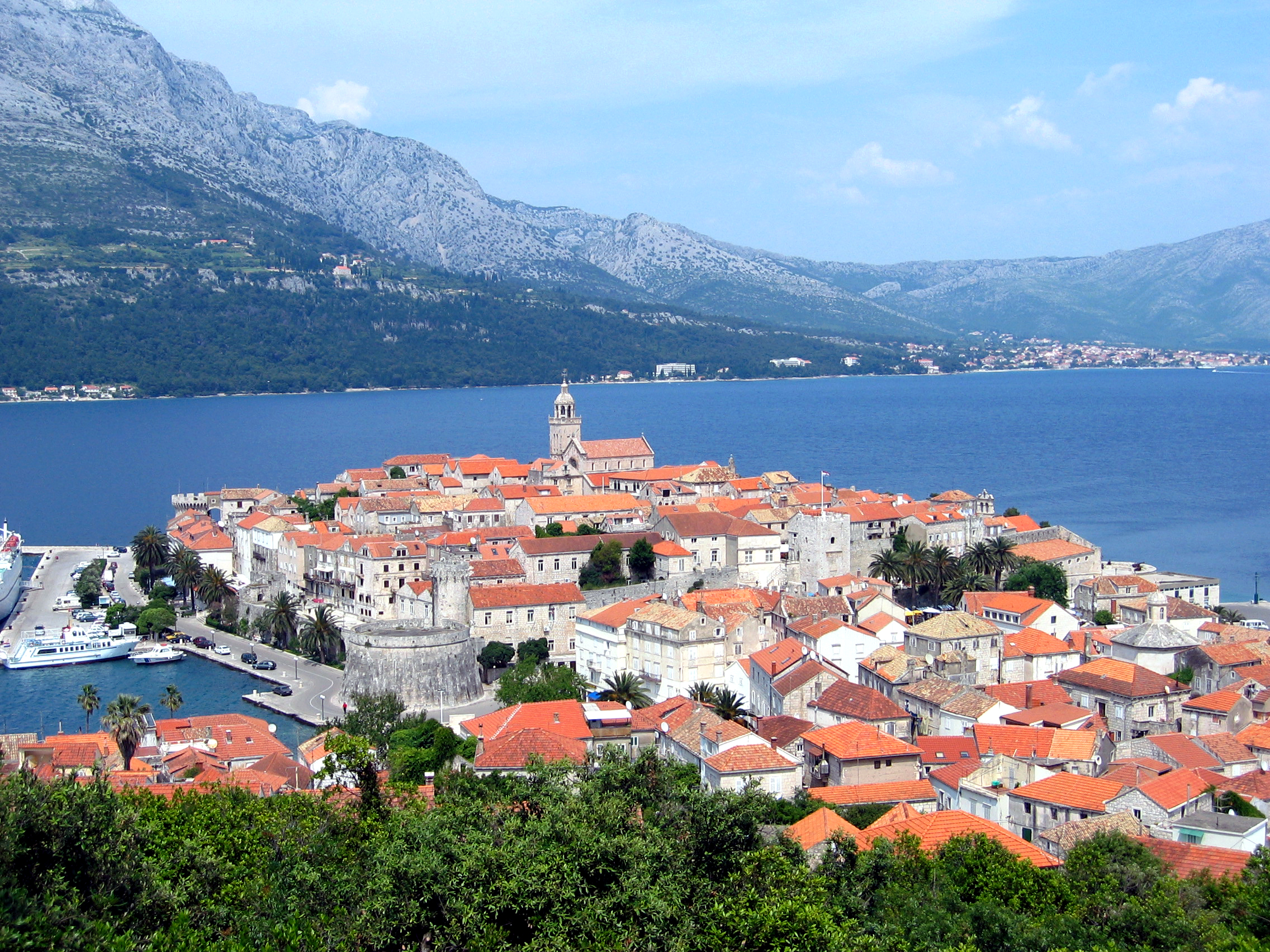
Blick auf die Stadt Korčula

Mit der Zeit entwickelte sich der Handel zwischen der Bevölkerung in den Städten und der in Stadtnähe angesiedelten Bevölkerung. Es kam allmählich zu einer Vermischung der Bevölkerung, so dass die Slawen zunehmend in den Städten siedelten und diese dadurch zunehmend ihre romanischen Merkmale verloren.
806 dehnte das Frankenreich seinen Einfluss vorübergehend nach Dalmatien aus. 829 plünderten Sarazenen die Küste. Eine Republik slawischer Piraten entstand an der Mündung der Neretva, denen es gar gelang, 887 eine Flotte Venedigs vernichtend zu schlagen und bis zu ihrer Vernichtung durch den Dogen Pietro II. Orseolo 998 Tribut von Venedig selbst einzufordern. Mit diesem Sieg nahm der Doge den Titel Fürst von Dalmatien an. Zu einer dauerhaften venezianischen Herrschaft über größere Teile Dalmatiens kam es jedoch zunächst nicht, vielmehr wurde das kroatische Fürstentum zur wichtigsten Macht an der dalmatinischen Adriaküste.
Der kroatische Fürst Mislav (835–845) verlegte seine Hauptresidenz nach Klis in der Nähe von Split. Fürst Trpimir (845–864) rief den Benediktiner-Orden ins Land und bot dem in Franken verfolgten Gottschalk von Orbais Zuflucht an seinem Hof. Er gründete die Diözese von Nin. Fürst Domagoj (864–876) kämpfte so intensiv gegen Venedig, dass ihn Byzanz in dessen Besitz sich Venedig seinerzeit befand, versuchte durch eine Verschwörung zu beseitigen. Dem Fürsten Branimir (879–892) zahlen die romanischen Städte in Dalmatien Tribut, die bis dahin den Tribut an Byzanz zahlten. Nach der Niederlage bei Makarska im Jahr 887 (bei der der Doge Pietro I. Candiano fiel) zahlten die Venezianer Abgaben für die Passage entlang der kroatischen Küste. Fürst Branimir erhielt vom Papst Johannes VIII. am 7. Juni 879 die Anerkennung über die „weltliche Macht“ über Dalmatien. Unter König Tomislav (910–928) wurde Kroatien zu einem Königreich vereinigt. Unter der Regentschaft von König Petar Krešimir IV. erlebte das Königreich seine Blütezeit.
Das Fürstentum Travunien dagegen fiel in den Einflussbereich der Groß-Župane von Raszien aus der Dynastie Vlastimirić und wurde damit Teil des mittelalterlichen serbischen Staates.
In Zahumlje wiederum herrschte die heimische Dynastie der Višević.
Währenddessen erweiterten die Könige von Kroatien ihre Herrschaft über das nördliche und mittlere Dalmatien, forderten Tribut von den romanischen Städten wie Zadar ein und konsolidierten ihre eigene Macht in den kroatischen Städten.
Im Küstengebiet Norddalmatiens verbreitete sich – von den ehemals byzantinischen Inseln des Kvarner ausgehend – die slawische Liturgie mit kirchenslawischer Sprache und glagolitischer Schrift, so dass sich hier einer der wenigen Fälle ergab, in denen in der römisch-katholischen Kirche nicht Latein als Liturgiesprache verwendet wurde. Dieser Zustand wurde zwar lange Zeit nicht offiziell anerkannt; die Synode von Split 1059 forderte, dass die Liturgien auf Latein oder Griechisch zu halten seien. In der Praxis bestand die slawische Liturgie jedoch fort.
Ein Raubzug der Normannen 1073 konnte nur mit Mühe und der Hilfe der venezianischen Flotte aufgehalten werden.

### Zwischen Ungarn-Kroatien und Venedig ab 1100
1100 kam Kroatien in Personalunion zur ungarischen Krone. Im Jahr 1102 krönte sich der ungarische König Koloman in Biograd zum kroatischen König. Der byzantinische Kaiser Manuel I. Komnenos erzwang noch einmal die Herrschaft über Dalmatien, doch im Jahr 1186 schlossen Byzanz und das Königreich Ungarn einen Friedensvertrag, in dem Byzanz den Verzicht auf Dalmatien und Kroatien erklärte. In den dalmatinischen Städten entwickelte sich im Laufe des Mittelalters eine Synthese aus romanischer und kroatischer Kultur.
Im 12. Jahrhundert war Dalmatien häufigen Angriffen Venedigs ausgesetzt. Besonders Zadar, das neben Zagreb der Hauptsitz des kroatischen Bans war. Im Jahr 1241 floh der ungarische König Béla vor den Mongolen nach Dalmatien. Auf dem Grobnik-Feld (Grobničko polje) nahe der Stadt Rijeka wurden die Mongolen nach kroatischer Überlieferung schließlich 1242 von kroatischen Truppen geschlagen. Die Mongolen zogen jedenfalls südwärts, plünderten Dubrovnik und fielen in Serbien und Bulgarien ein. Danach zogen sich die Reste der einstmals mächtigen Mongolen nach Russland und weiter nach Asien zurück.
Unfähig dem Sturm der Zeiten alleine zu widerstehen, ohne den Schutz Ostroms und durch die internen Querelen daran gehindert, ein Verteidigungsbündnis zu errichten, baten die dalmatischen Stadtstaaten Venedig und Ungarn um Unterstützung. Die Venezianer waren im Gegensatz zu den Ungarn nicht an der territorialen Ausbreitung ihres Landes interessiert, sondern wollten lediglich das Aufblühen einer konkurrierenden politischen oder wirtschaftlichen Macht (d. i. Ungarn-Kroatien) an der östlichen Adriaküste verhindern, und halfen den dalmatischen Städten daher großzügig.
Doch auch Ungarn hatte seine Unterstützer. Wie in fast allen Stadtstaaten entstanden auch in jenen der dalmatischen Küste zwei entgegengesetzte Parteien, die kaum zueinander fanden. Während die Bauern und Binnenhändler eher zu dem mächtigen Nachbarn Ungarn standen, warben die seefahrenden Händler um die Unterstützung durch Venedig. Viele der Städte zahlten somit faktisch Tribut an eine der beiden Mächte, doch hielten sie stets an ihren Stadtrechten fest. Selbst nachdem 1102–1105 Koloman von Ungarn König von Kroatien und Dalmatien geworden war, wurden die Rechte der Städte bestätigt:
- sie wählten ihre eigenen Magistrat, Bischof und Richter;
- das römische Recht blieb in Kraft;
- sie durften gar weiterhin eine eigene Außenpolitik führen;
- kein Fremder, nicht einmal ein Ungar, durfte sich in einer Stadt niederlassen, ohne willkommen zu sein;
- derjenige, der die ungarische Herrschaft ablehnte, konnte jederzeit mit seinem gesamten Besitz auswandern;
- die Zolleinkommen wurden zwischen dem Ungarischen König, dem Magistratsherren, dem Bischof und der Bürgerschaft aufgeteilt.

Die Venezianer boten den Städten, die zu ihnen gehörten, prinzipiell dieselben Freiheiten und Rechte. Nicht überraschend blieben die weiterhin sehr eigenwilligen dalmatinischen Städte ihren Herren nur treu, wenn es ihnen passte, und es kam häufig zu Aufständen. Zwischen 1180 und 1345 kam es sogar in Zadar zu vier Aufständen, obwohl die Stadt durch ihre venezianischen Herren mit besonderer Obacht behandelt wurde, da diese den Besitz der Stadt als grundlegend für ihren maritimen Aufstieg betrachteten. Die Verbreitung der bogomilen Häretiker, die Konkurrenz zwischen Venedig und Ungarn und die vagen, fast in Vergessenheit geratenen Ansprüche Ostroms trugen nicht zum Frieden in der Region bei. 1202 unterstützte Dalmatien die Armee Venedigs im Vierten Kreuzzug. 1242 brachen Tataren in das Land ein.
Im Süden Dalmatiens und im Hinterland Dubrovniks festigte sich unterdessen die Herrschaft serbischer Könige. Der Archon von Dioklitien Mihailo Vojisavljević bekam vom Papst Gregor VII. 1077 die Königsinsignalien und wurde damit der erste gekrönte König von Serbien. In sein Machtbereich fiel das südliche Dalmatien bis Makarska, ausgenommen Dubrovnik. In der Folge herrschte die Dynastie der Nemanjiden über Raszien, Dioklitien, Zahumlje und Travunien.
Um 1323 machte sich in Zahumlje der lokale Adel der Branojević selbstständig, der mit Dubrovnik befehdet war. Da die Hilfsgesuche an den serbischen König Stefan Dečanski erfolglos blieben, wandte sich der Senat von Dubrovnik an den bosnischen Ban Stjepan II. Kotromanić. Dieser begann nun einen Feldzug gegen die Branojević, schlug diese und annektierte Zahumlje 1326. Mit dieser Eroberung gewann das mittelalterliche Bosnien erstmals einen Zugang zum Meer. Der serbische Zar Stefan Dušan versuchte zwar, Zahumlje zurückzugewinnen, doch richteten sich seine Ambitionen überwiegend gegen Byzanz, weswegen er gute diplomatische Beziehungen zu Dubrovnik suchte und der Republik 1333 alle dalmatinischen Besitzungen nördlich von Dubrovnik bis zur Mündung der Neretva überließ.
Im Norden Dalmatiens übertraf die Macht mancher kroatischer Magnaten wie beispielsweise der Grafen von Bribir gar diejenige des ungarischen Königs. Tvrtko I. Kotromanić begründete das bosnische Königreich und annektierte 1389 die gesamte adriatische Küste zwischen Kotor und Rijeka, abgesehen von dem venezianischen Zadar und seinem unabhängigen Alliierten Dubrovnik (italienisch: Ragusa).
Im Jahre 1409 verkaufte Ladislaus von Anjou-Durazzo Dalmatien für 100.000 Dukaten an die Republik Venedig.
Als schließlich die Macht Bosniens und sogar Ungarns durch den Ansturm der Türken zerbrach, konnte Venedig einen leichten Sieg feiern: 1420 war abgesehen von Omiš (dieses erst 1444) und Dubrovnik (das seine Unabhängigkeit wahrte) ganz Dalmatien gefallen. Da die neue Herrschaft Frieden versprach, hießen viele Städte den Wechsel willkommen.
Kurz herrschte Frieden im Land, doch die Türken zogen weiter vorwärts. Konstantinopel fiel 1453, Serbien 1459, Bosnien 1463 und die Herzegowina 1483. Die Grenzen Venedigs und des Osmanischen Reiches trafen aufeinander und die Zeit der so genannten Türkenkriege begann.

### Frühe Neuzeit
Die Republik Dubrovnik (Ragusa) suchte Schutz in der Freundschaft mit den Invasoren. Nachdem 1508 Venedig seine Truppen nach Hause abzog und Ungarn 1526 sich mit Dalmatien überwarf, eroberten die Türken mit Leichtigkeit den größten Teil Dalmatiens.
Der Friede von 1540 ließ Venedig nur wenige Küstenstädte, während der Rest zu einer osmanischen Provinz (Sandschak) unter der Leitung eines Sandschakbey – eines Verwalters mit militärischem Oberbefehl – von der Festung Klis (Clissa) aus regiert wurde.
Allein Dubrovnik (Ragusa) hat im Verlauf der Jahrhunderte dank seiner unangetasteten Autonomie, seiner Politik und Diplomatie, seinem Handel, seiner Seefahrt und seiner Kultur nichts von seinem Glanz eingebüßt.
Im 16. Jahrhundert war die Handelsflotte Dubrovniks die drittgrößte im Mittelmeer und bestand aus über 300 Schiffen.
Die Piratengemeinschaft der Uskoken bildete sich ursprünglich aus Flüchtlingen aus den osmanisch besetzten Gebieten. Die Taten der Uskoken führten zu einer Wiederauflage des Krieges zwischen Venedig und den Türken von 1571 bis 1573.

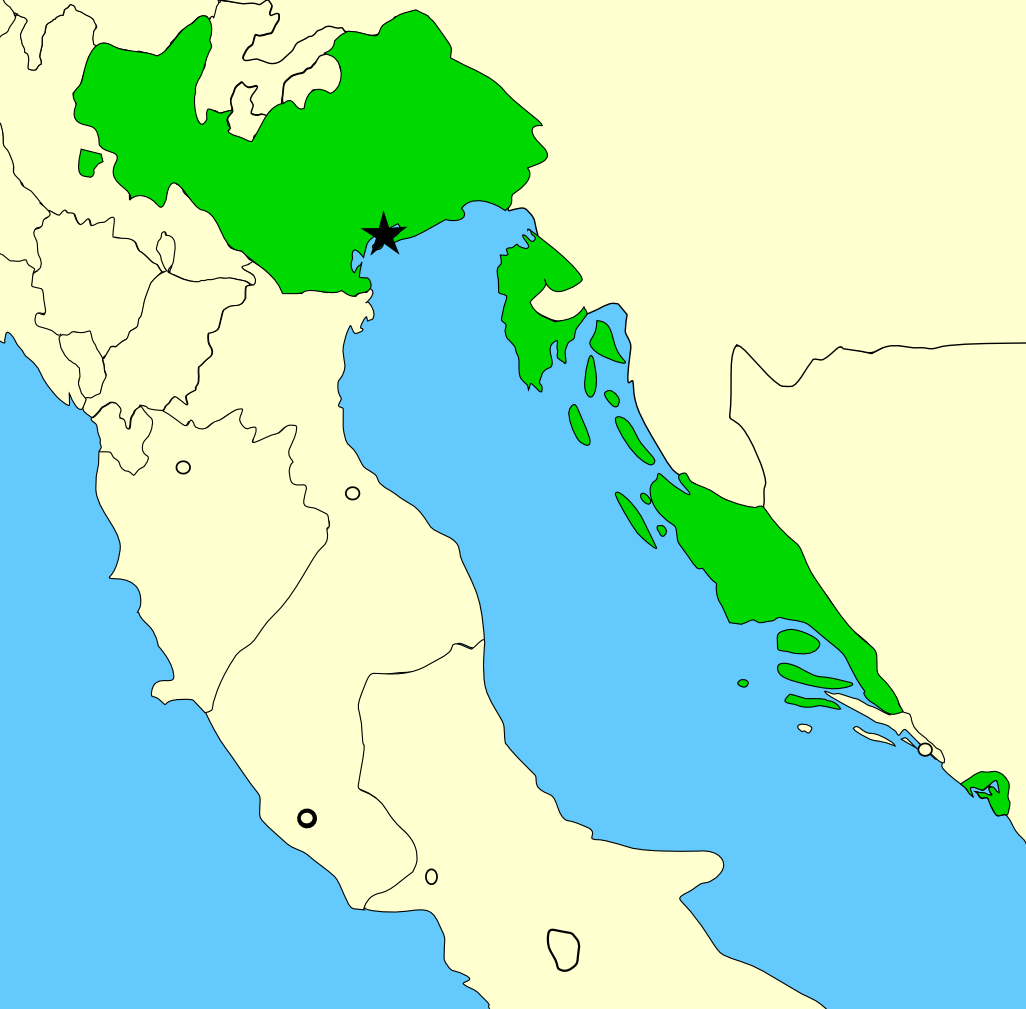
Die Besitzungen der Republik Venedig an der Adria 1796

Ein Bericht eines venezianischen Agenten malt ein überraschendes Bild dieser Kämpfe: Der Krieg erinnere sehr an einen mittelalterlichen Ritterroman, voll von Einzelkämpfen, Turnieren und anderen ritterlichen Abenteuern. Sie zeigten auch deutlich, dass die dalmatinischen Söldner die italienischen in Mut und Fähigkeiten übertrafen. Viele dieser Truppen dienten außerhalb, etwa in Lepanto (heute Naupaktos), als 1571 eine dalmatinische Schwadron die alliierte Flotte der Spanier, Venedigs, Österreichs und des Kirchenstaates beim Sieg gegen die türkische Marine unterstützten.
Ein neuer Krieg brach 1645 aus und dauerte – mit Unterbrechungen – bis 1699 an, als der Friede von Karlowitz (Sremski Karlovci) ihn beendete. Der Friedensvertrag gab Dalmatien an Venedig, einschließlich der Küste der Herzegowina, aber ohne Dubrovnik und das umgebende Land, das durch das Osmanische Reich beschützt wurde.
Die Venezianer überließen den besetzten kroatischen Städten zwar eine gewisse Autonomie, jedoch mussten die Oberhäupter der Städte venezianische Adelige sein.
Unter venezianischer Herrschaft wurde erstmals auch eine antikroatische Politik geführt: Bürgern der Stadt Zadar (Zara) war es beispielsweise verboten, Ehen mit Kroaten einzugehen.

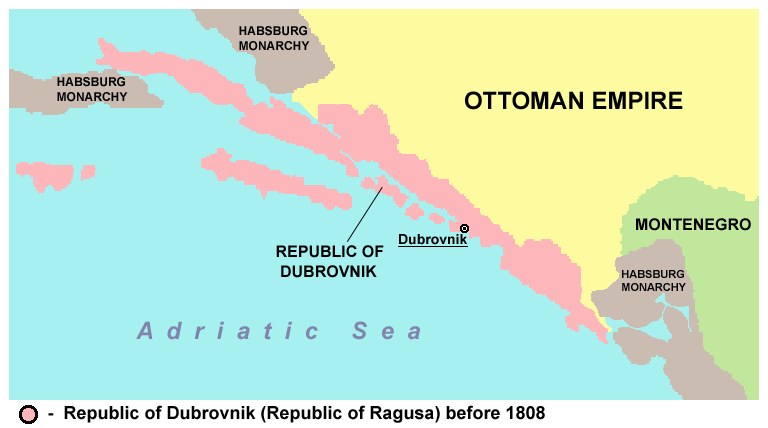
Die Republik Ragusa/Dubrovnik vor 1808

Venedig machte über seine Abgaben- und Zollpolitik und massiven Raubbau an Wäldern großen Profit, ohne an einem ernsthaften Fortschritt der Region interessiert zu sein. Die Stadt Venedig steht zu einem großen Teil auf Baumstämmen aus Dalmatien, die venezianische Flotte verschlang ebenfalls große Mengen Holz. Die teilweise vegetationslosen Karstbereiche Istriens und Dalmatiens entstanden größtenteils durch die massiven Abholzungen der Venezianer.
Einzig der katholische Glaube verband die Kroaten mit den Venezianern. Die oligarchische und kolonialistische Politik Venedigs führte zu Widerstand und Aufständen. Der größte Aufstand fand im Jahr 1510 unter der Führung von Matija Ivanić auf der Insel Hvar statt. Die Uskoken bekämpften die Venezianer zu Lande mit Guerilla-Taktiken, zur See mit Piraterie.
Nach weiteren Kämpfen wurde der Friede 1718 durch den Vertrag von Passarowitz wiederhergestellt, in welchem die Habsburgermonarchie in Dalmatien auf den Plan trat.
Erst die Truppen Napoléon Bonapartes beendeten während seiner kurzen Regierungszeit die Herrschaft Venedigs über den Großteil Dalmatiens.

### 19. Jahrhundert bis 1918

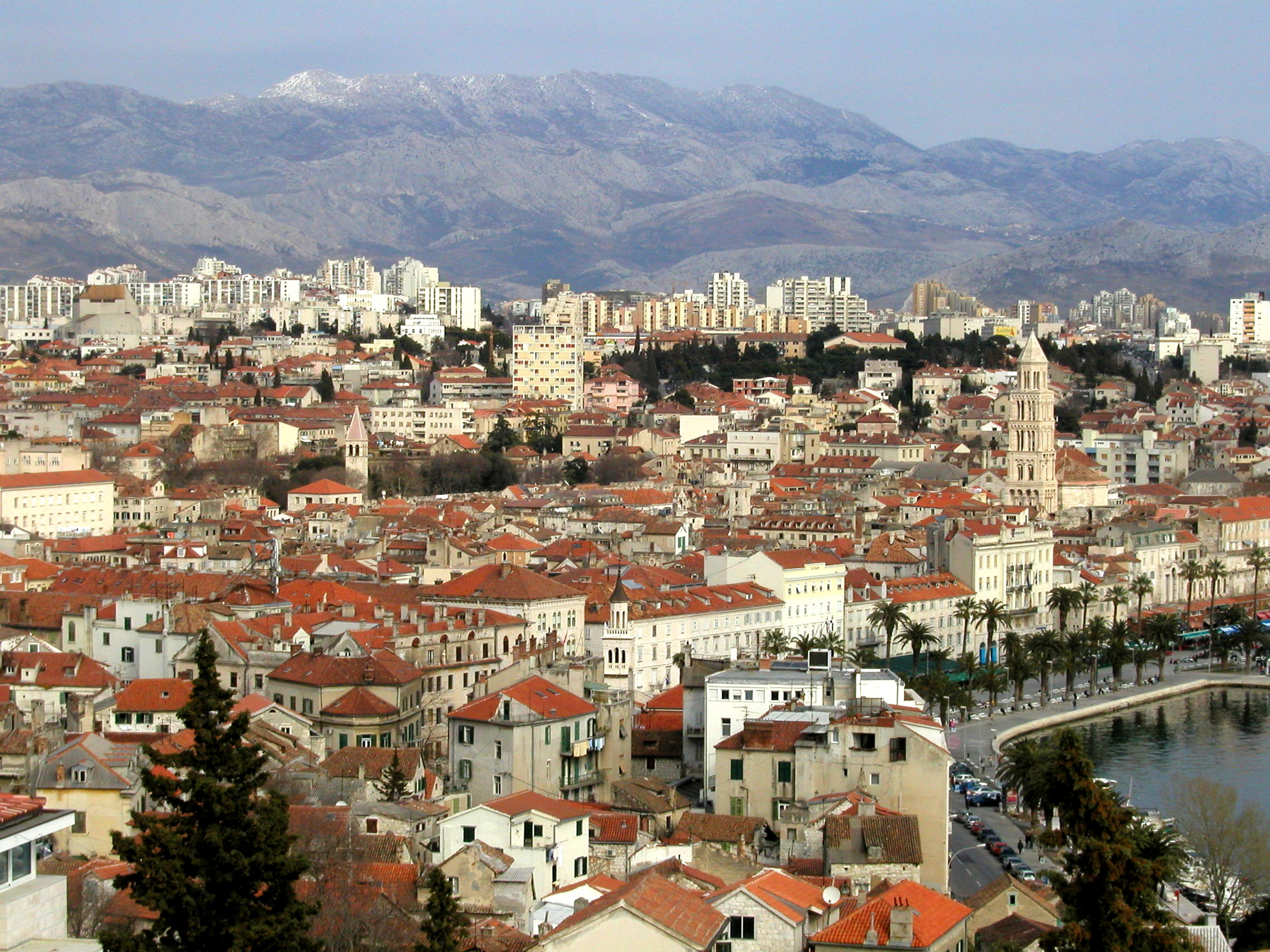
Split

Nach dem Untergang der Republik Venedig 1797 fiel Dalmatien im Vertrag von Campo Formio an Österreich. Die Republik Dubrovnik behielt zunächst ihre Unabhängigkeit, und ihre Bedeutung wuchs durch ihre Neutralität in den Napoleonischen Kriegen.
Mit dem Frieden von Pressburg 1805 kam das Land an Frankreich, das es sofort an das Königreich Italien übergab. Wieder französisch, bildete es 1809 einen Teil der Illyrischen Provinzen. Die Besetzung wurde durch Russland in Frage gestellt, welches die Bucht von Kotor (Cattaro) besetzte und die Unterstützung Montenegros gegen die Franzosen gewann. Nach dem Wiener Kongress 1814/15 fiel der gesamte Landstrich an das 1804 konstituierte Kaisertum Österreich zurück.
In der Folge wurde die Landschaft zum Kronland Dalmatien im Kaisertum. Nach dem österreichisch-ungarischen Ausgleich von 1867 zählte das autonome Kroatien-Slawonien zu den Ländern der ungarischen Krone; Dalmatien gehörte zu den im Wiener Reichsrat vertretenen Königreichen und Ländern. Diese fortbestehende Teilung der kroatischen Länder löste in Kroatien, Slawonien und Dalmatien heftige Proteste aus und war wesentliches Thema im Dalmatinischen Landtag.
Alle Pläne, insbesondere von Erzherzog-Thronfolger Franz Ferdinand, unter Einbeziehung von Bosnien und Herzegowina einen dritten, südslawischen Reichsteil der Habsburgermonarchie zu bilden, wurden insbesondere von der ungarischen Regierung abgelehnt und durch den Ersten Weltkrieg zunichtegemacht. Das Attentat in Sarajewo hing nicht zuletzt mit diesen Plänen zusammen, die den Traum eines vereinigten Südslawenstaates unter serbischer Führung untergraben hätten.
Im Jahr 1900 hatte das Kronland Dalmatien 12.835 km² und 610.000 Einwohner. Dalmatien war mit Triest und Istrien wichtiger Küstenbereich der k.u.k. Kriegsmarine, in der viele Offiziere und Matrosen aus Dalmatien stammten.

### Jüngste Geschichte

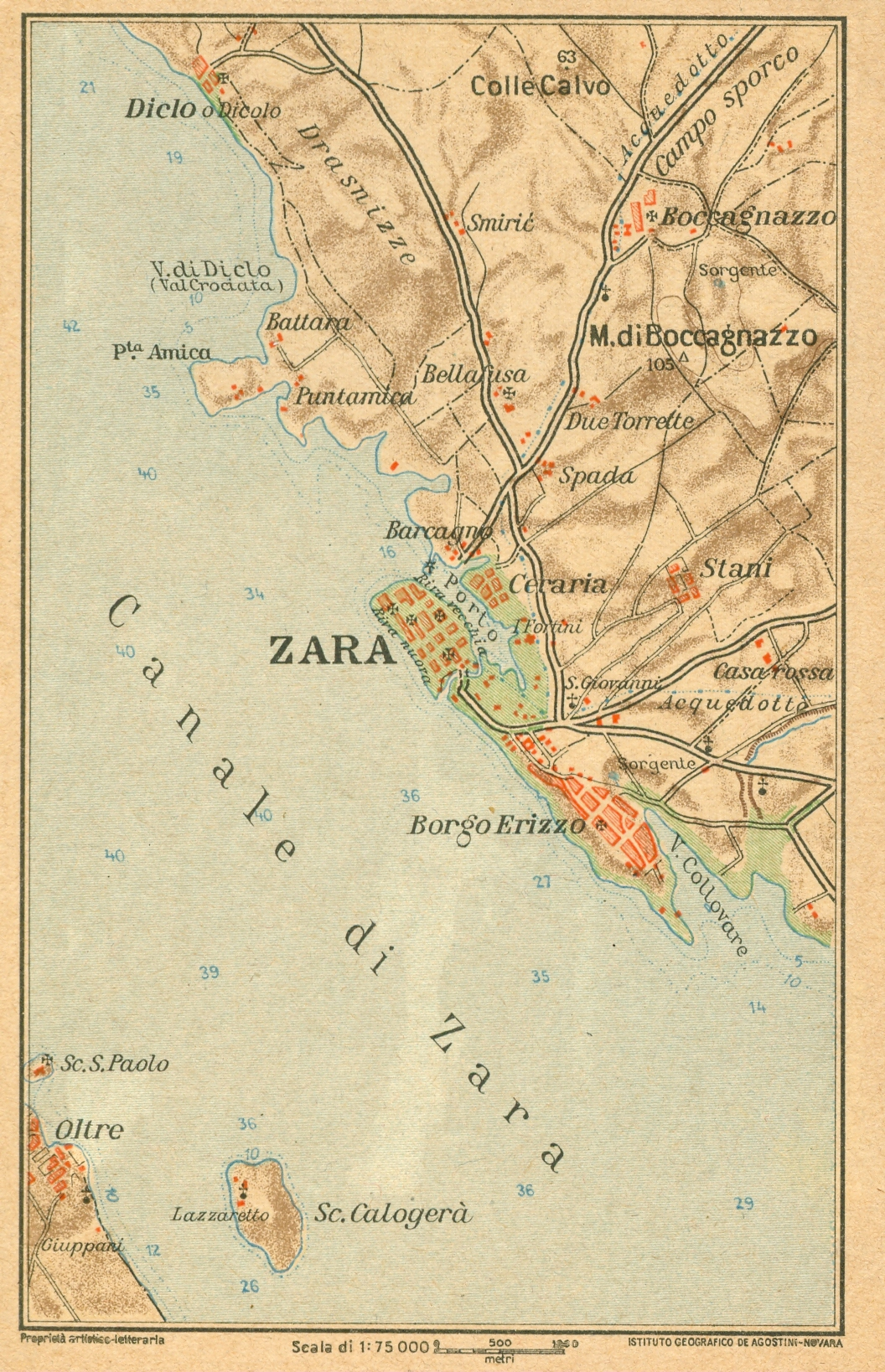
Von 1919 bis 1947 gehörte die Stadt Zara/Zadar zum Königreich Italien (Postkarte aus dem Jahr 1920)

Zum Ende des Ersten Weltkriegs konnte Dalmatien im Jahre 1918/19 größtenteils dem Ende Oktober 1918 ausgerufenen Königreich der Serben, Kroaten und Slowenen (ab 1929 Königreich Jugoslawien) beitreten, die Stadt Zadar (italienisch Zara) und die Insel Lastovo (italienisch Làgosta) mussten jedoch (ebenso wie Istrien) dem Kriegssieger Italien überlassen werden.
Dalmatien bildete im Königreich der Serben, Kroaten und Slowenen zunächst eine eigene Provinz. Nach der Auflösung der historischen Provinzen durch die Verfassung von 1920 wurde es in zwei Verwaltungsbezirke (oblasti) mit Verwaltungssitzen in Split und Dubrovnik aufgeteilt. Durch die Neugliederung Jugoslawiens in neun Banschaften (Banovine) nach dem Staatsstreich König Alexanders I. im Jahr 1929 wurde aus dem nördlichen und mittleren Dalmatien zusammen mit der westlichen Herzegowina die Küstenbanschaft (Primorska Banovina) mit Verwaltungssitz Split gebildet. Das süddalmatinische Gebiet um Dubrovnik wurde mit Montenegro, der östlichen Herzegowina und einem Teil des Kosovos in der Zeta-Banschaft (Zetska Banovina) mit Verwaltungssitz Cetinje (in Montenegro) zusammengefasst. Diese Abtrennung Dubrovniks vom übrigen Dalmatien und sein Anschluss an einen serbisch dominierten Verwaltungsbezirk führten zu Protesten der kroatischen Bevölkerung, blieben jedoch bis 1939 bestehen. Durch das Abkommen zwischen der jugoslawischen Regierung und der Kroatischen Bauernpartei von 1939 wurde dann ganz Dalmatien (abgesehen vom italienischen Zadar und der Bucht von Kotor) Teil der neugeschaffenen autonomen Banschaft Kroatien (Banovina Hrvatska).
Im Zweiten Weltkrieg wurden 1941–1943 große Teile des Küstengebietes einschließlich der Städte Split und Šibenik und der vorgelagerten Inseln von den Truppen des faschistischen Italien Mussolinis besetzt, während der Rest Dalmatiens zum mit den Achsenmächten verbündeten „Unabhängigen Staat Kroatien“, ebenfalls einer Diktatur, kam.
Unmittelbar nach der von der Idee des „Irredentismus“ und Mussolinis imperialen Ambitionen geleiteten Annexion Dalmatiens begannen die italienischen Faschisten mit antikroatischen Maßnahmen: Kroatische Beamte wurden entlassen und deren Posten mit Italienern besetzt. Die Zuwanderung von Italienern wurde gefördert. Auf den Inseln Rab und Molat wurden Gefangenenlager errichtet. Ein beträchtlicher Teil der kroatischen und serbischen Bevölkerung Dalmatiens schloss sich in der Folge der antifaschistischen Bewegung der Tito-Partisanen an.
Während der letzten Kriegsjahre (1943–1945) war Zadar Ziel von heftigen alliierten Bombenangriffen, die einen Großteil der historischen Altstadt zerstörten. Mit dem Sieg der Partisanen über die Achsenmächte 1944/1945 kam ganz Dalmatien zur kroatischen Teilrepublik Jugoslawiens. Die Bucht von Kotor blieb jedoch auf Dauer aus Dalmatien ausgegliedert und wurde Montenegro angeschlossen. Der überwiegende Teil der italienischen Bevölkerungsgruppe verließ Dalmatien bis 1954; der Exodus betraf nicht nur Zuwanderer der Mussolinijahre, sondern auch alteingesessene Italiener, die im kommunistischen Jugoslawien für sich keine Zukunft sahen.
Ende der 1960er Jahre begann sich in Dalmatien der Tourismus zu entwickeln. Wirtschaftlich blieb die Region weiterhin unterentwickelt. Nach der Niederschlagung des „kroatischen Frühlings“ 1971 wurde von der Kommunistischen Partei Jugoslawiens beschlossen, den Bau der für die Infrastruktur Dalmatiens wichtigen Autobahnverbindung von Zagreb nach Split zu stoppen.
Seit dem Zerfall Jugoslawiens 1991/1992 gehört Dalmatien zum unabhängigen Kroatien.
Während des Kroatien-Kriegs kam der Tourismus in den Jahren 1991 und 1992 nahezu zum Erliegen. Zahlreiche Hotels wurden zu Flüchtlingslagern für zeitweilig bis zu 460.000 von serbischen Freischärlern und der JNA vertriebene Kroaten und Bosniaken umfunktioniert. Andererseits flohen 1995 angesichts der Militäroperation Oluja, der Rückeroberung serbisch besetzter Teile kroatischen Staatsgebiets, an die 92.000 Serben in die Republika Srpska in Bosnien und Herzegowina oder nach Serbien und Montenegro.
Seit der Reintegration der international nicht anerkannten „Republik Serbische Krajina“ im Jahr 1995 wurde die Verkehrsanbindung Dalmatiens kontinuierlich ausgebaut. Im Jahr 2005 wurde die Autobahnverbindung von Zagreb nach Split fertiggestellt, der weitere Ausbau bis Dubrovnik ist im Gange. Dies hat für die wirtschaftliche Entwicklung dieser Gebiete enorme Bedeutung, da ein Großteil der Urlauber mit dem eigenen Fahrzeug anreist.
Politisch ist der Süden Kroatiens heute in vier Gespanschaften gegliedert, so dass Dalmatien keine administrative Einheit mehr ist. Das Gebiet bleibt aber durch die touristische Marke Dalmatien, die historische Städte und landschaftliche Schönheit mit südlicher Leichtigkeit kombiniert, in der Wahrnehmung des Auslandes eine Einheit.

## Sonstiges
- Die Hunderasse Dalmatiner ist möglicherweise nach der Region benannt.
- Die Dalmatik, das liturgische Gewand des Diakons, hat ihren Namen daher, dass sie aus Dalmatien nach Rom eingeführt wurde.
- Der in den 1980er Jahren gesammelte und 2023 als neue Art entdeckte Dalmatinischen Winterspanner ist vermutlich nach Dalmatien benannt.[7]